# Транслітерація китайськими ієрогліфами
Транслітерація китайськими ієрогліфами (транслітерація китайським письмом, кит. трад. 音譯, спр. 音译, піньїнь: yīnyì, акад. їньї, також кит. трад. 譯名, спр. 译名, піньїнь: yìmíng, акад. їмін) — формалізовані правила запису іншомовних слів засобами китайського письма. Позаяк слова європейських мов у китайських текстах часто залишаються написаними латиницею, натомість власні імена майже завжди мають (унормоване) ієрогліфічне написання.

## Принципи транслітерації
Загалом, транслітерація (транскрипція) з точки зору китайської мови — це процес, протилежний латинізації чи кирилізації тощо, який дозволяє писати іноземні імена та прізвища китайськими ієрогліфами. Основним принципом такої транслітерації є фонетична подібність, за якою значення використаних символів (ієрогліфів) зазвичай ігнорується. Для деяких мов китайці створюють таблиці відповідностей, які полегшують процес транслітерації. При чому, імена, прізвища, власні назви, які використовуються найчастіше, мають заздалегідь визначені словникові форми.
Наприклад, 乌克兰 (Wūkèlán) — Україна (від Ukraine), 基輔 (Jīfǔ) — Київ (від Киев), 约翰 (Yuēhàn) — Джон (від Йоганн), 伊万 (Yīwàn) — Іван (за звучанням), 弗拉基米尔 (Fúlājīmǐ'ěr) — Володимир (від Владимир), 泽连斯基 (Zéliánsījī) — Зеленський (за звучанням).
Оскільки фонологічна структура китайської мови складається з порівняно невеликої кількості складів, це ускладнює вибір потрібного еквівалента складу (звуку) іншої мови. Через це транскрипція китайською мовою, зокрема на слух носія іншої мови, може буди досить довільною. Цей феномен спричиняє співіснування в багатьох випадках кількох форм передавання іноземної назви, поки одна з них не стане нормою.

## Транслітерації деяких східних мов
Подібна проблема відсутня у випадку транслітерації корейських, японських, в'єтнамських власних імен, для яких практично завжди існує оригінальний запис китайськими ієрогліфами. Проте вимова таких записів відрізняється, що становить труднощі для іноземців, які вивчають китайську. Наприклад, ім'я «Куросава Акіра» китайськими ієрогліфами (кандзі) записується як 黒澤 明 (Hēitán Ming), компанія Honda — 本田 (Běntián).

## Особливості транслітерації
При транслітерації назв іноземних компаній, імен тощо за допомогою китайських ієрогліфів намагаються використовувати такі знаки, звучання яких не лише нагадує оригінал, але й має позитивне значення. Це можливе завдяки існуванню в китайській мові іноді десятків ієрогліфів з подібним звучанням.
Наприклад, корпорація McDonald's отримала написання 麦当劳 (màidāngláo), що можна перекласти як «зерно стає роботою»; Coca-Cola — 可口可乐 (kěkǒu kělè, «смачно і радісно»); IKEA — 宜家 (yijiā, «йти додому»).